# Шипка, Кирнан
Кирнан Бреннан Шипка (англ. Kiernan Brennan Shipka; род. 10 ноября 1999, Чикаго, Иллинойс, США) — американская актриса. Наиболее известна по роли Сабрины Спеллман в телесериале «Леденящие душу приключения Сабрины» и Салли Дрейпер в телесериале канала AMC, «Безумцы» (2007—2015). Также озвучивала небольшие роли в сериалах «Легенда о Корре», «Американский папаша!» и «Гриффины».

## Биография

### Ранние годы и происхождение
Кирнан Шипка родилась 10 ноября 1999 года, в Чикаго, Иллинойс. Её отцом являлся Джон Янг Шипка, матерью — Эрин Энн (урождённая Бреннан). Её мать окончила Университет Нотр-Дам со степенью магистра, работала президентом компании «Brennan’s PEB & Associates», а отец получил степень бакалавра в Брауновском университете и работал генеральным директором компании «Enterprise Development Company».
Шипка с пяти лет занимается бальными танцами. Когда ей было шесть лет, она вместе с семьёй переехала в Лос-Анджелес, чтобы начать актёрскую карьеру.
Дедушка актрисы по отцовской линии — Рональд Брюс Шипка, чешского происхождения, а бабушка по отцовской линии — Лаверн Янг, имеет немецкие, английские, шотландские и французские корни.
Дедушка Шипки по материнской линии — Уильям Джозеф / Фрэнсис Бреннан, имеет ирландские корни. Бабушка Кирнан по материнской линии — Роза Мэри Борио, также имеет итальянские, ирландские и американские корни.

### Карьера
Кирнан дебютировала в 2006 году, снявшись в роли Лолы в телефильме «Самый злой человек в пригороде». В том же году она сыграла эпизодическую роль в телесериале «Детектив Монк». В течение 2007 года Кирнан сыграла небольшие роли в сериалах «Кори в доме», «Безумное телевидение» и «Герои».
В 2007 году Кирнан была выбрана на роль старшей дочери главного героя Дона — Салли Дрейпер в телесериале канала AMC, «Безумцы» (2007—2015). В дальнейшем её игра была высоко оценена режиссёром сериала Мэттью Вайнером. Критик Дейл Ро из газеты Austin American-Statesman, также положительно высказался о игре Кирнан и назвал актрису одной из кандидаток на премию «Эмми», сказав:
Эта 10-летняя актриса была настолько поразительной, в роли проблемной Салли Дрейпер в прошлом сезоне, что кажется странным, что она только что была повышена до основного состава. Если предстоящая работа Шипки в «Безумных» — борьба с разрушенным браком её родителей и вступление в «preteendom» в бурных 1960—х, останется такой же удивительной, как и в третьем сезоне, то её непременно ждёт номинация в следующем году.Дейл Ро, «Austin American-Statesman», 2010

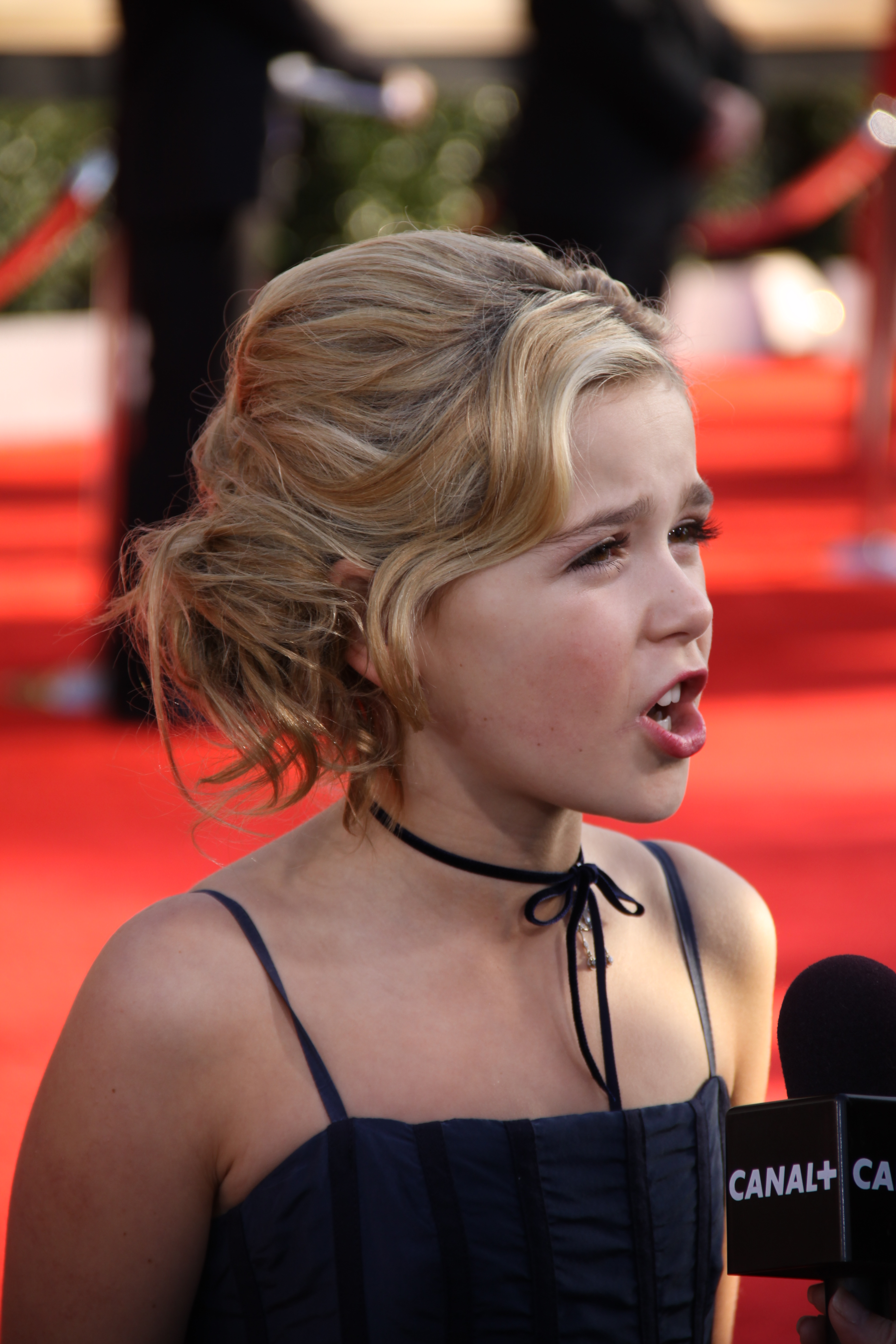
Кирнан Шипка на 16-й церемонии вручения Премии Гильдии киноактёров США, 23 января 2010 года

За игру в сериале Кирнан Шипка была номинирована на несколько премий «Young Artist Awards», а в 2012 году получила премию «Young Hollywood Awards». Будучи в начале съёмок приглашаемой исполнительницей, с четвёртого сезона Кирнан была занесена в основной актёрский состав «Безумцев».
В 2009 году Кирнан исполнила одну из главных ролей в фильме ужасов «Носители», за которую была номинирована на премию «Young Artist Awards». В 2012 году Кирнан была выбрана на роль Джиноры в анимационном сериале «Легенда о Корре».
За фильм «Поцелуйчики» (2011), где Кирнан сыграла ведущую роль, она была вновь номинирована на «Young Artist Awards». Далее она озвучивала второстепенные роли в мультсериалах: «Легенда о Корре» и «София Прекрасная». В 2013 году сыграла небольшую роль в фильме «Очень хорошие девочки». В 2014 году вышел новый фильм с участием Шипки «Цветы на чердаке», где она исполнила одну из главных ролей. Дэвид Хинкли из New York Daily News похвалил её игру сказав: «Её игра здесь в целом довольно хорошая — отличная в одних местах, полезная в других».

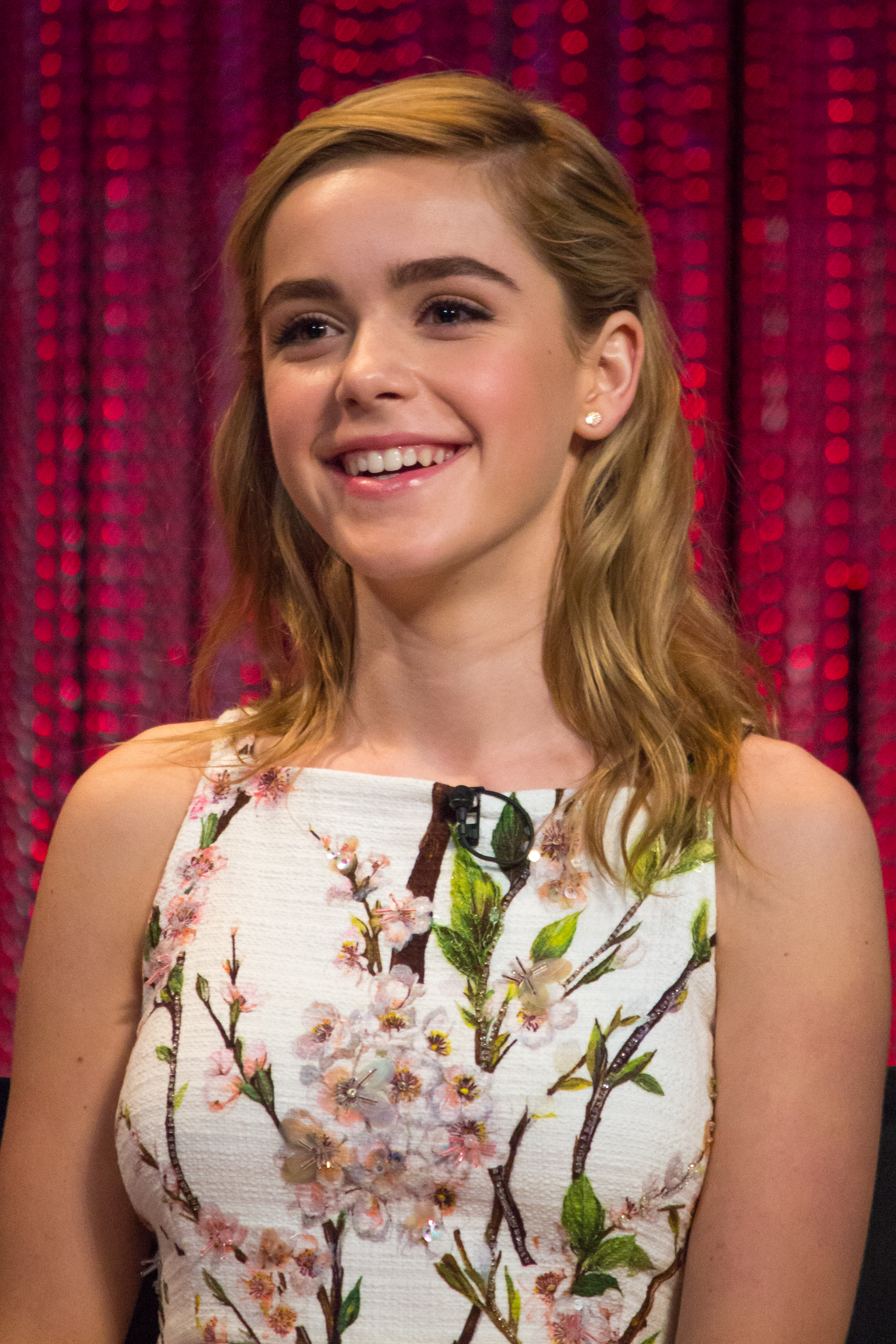
Кирнан Шипка в 2014 году

В 2015 году вышел новый проект с Эммой Робертс в главной роли — фильм «Февраль». Также в этом году она сыграла главные роли в фильмах: «Один и два» и «Fan Girl». После актриса озвучила роль Марни в мультфильме «Omoide no Marnie» (2015), за которую получила две номинации на премию «Behind the Voice Actors Awards» и сыграла эпизодическую роль в сериале «Несгибаемая Кимми Шмидт» (2015).
В 2017 году она озвучила эпизодические роли в мультсериалах: «Американский папаша!», «Гриффины» и «Нео Йокио», а также сыграла роль Б. Д. Хаймен — дочери Бетт Дейвис в телесериале канала FX, «Вражда».
26 октября 2018 года на платформе «Netflix» вышел сериал «Леденящие душу приключения Сабрины», в котором Кирнан Шипка сыграла главную роль. Даниэль Файенберг из The Hollywood Reporter заявил в обзоре первой части, что «привлекательность Сабрины, возрастающая по мере продвижения шоу, исходит в основном от Шипки». Он похвалил игру актрисы, упомянув, что она «прекрасно дополняет один из самых привлекательных элементов шоу, а именно его размытый подход к современности».
В 2014 году Кирнан Шипка была названа одной из «25-ти самых влиятельных подростков 2014 года», по версии Time.
Шипка снялась в рождественской романтической комедии 2019 года режиссера Люка Снеллина «Пусть идет снег» по одноименному роману.
Затем Шипка сыграла глухого подростка вместе со Стэнли Туччи в фильме ужасов Джона Р. Леонетти «Молчание», основанном на одноименном романе ужасов 2015 года Тима Леббона. Фильм был выпущен компанией «Netflix» 10 апреля 2019 года. Актриса выучила амслен для роли. Режиссёр похвалил её игру, сказав: «Она играет вместе со Стэнли Туччи, и поверьте мне, она больше, чем просто держит себя в руках. Это было очаровательно, наблюдать за ней».

## Фильмография

### Кино
| Год  |     | Русское название                      | Оригинальное название                    | Роль               |
| ---- | --- | ------------------------------------- | ---------------------------------------- | ------------------ |
| 2007 | ф   | Измерение                             | Dimension                                | Молли              |
| 2008 | ф   | Низшее образование                    | Lower Learning                           | Сара               |
| 2009 | кор | История тряпичной куклы               | A Rag Doll Story                         | девочка            |
| 2009 | ф   | Затерянный мир                        | Land of the Lost                         | ребёнок            |
| 2009 | ф   | Носители                              | Carriers                                 | Джоди Холлоуэй     |
| 2009 | ф   | Дом вдребезги                         | House Broken                             | Тамми Таубер       |
| 2010 | ф   | Кошки против собак: Месть Китти Галор | Cats & Dogs: The Revenge of Kitty Galore | маленькая девочка  |
| 2010 | кор | Шоу Райана и Рэнди                    | The Ryan and Randi Show                  | Лала Ла Лала       |
| 2010 | кор |                                       | Squeaky Clean                            | Эмилия             |
| 2012 | кор | Пустая комната                        | The Empty Room                           | Джульетта          |
| 2013 | ф   | Очень хорошие девочки                 | Very Good Girls                          | Элеонора           |
| 2013 | кор | Мы поднимаемся, как дым               | We Rise Like Smoke                       | юная Калер         |
| 2014 | кор | Опушка леса                           | The Edge of the Woods                    | Алиса              |
| 2015 | ф   | Один и два                            | One & Two                                | Ева                |
| 2015 | мф  | Воспоминания о Марни                  | 思い出のマーニー                         | Марни              |
| 2015 | ф   | Фанатка                               | Fan Girl                                 | Телула «Лу» Фарроу |
| 2015 | ф   | Февраль                               | February                                 | Кэт                |
| 2019 | ф   | Молчание                              | The Silence                              | Элли Эндрюс        |
| 2019 | ф   | Пусть идёт снег                       | Let It Snow                              | Энджи              |
| 2022 | ф   | Полевой цветок                        | Wildflower                               | Беа Джонсон        |
| 2023 | ф   | Конкретный убийца                     | Totally Killer                           | Джейми Хьюз        |
| 2024 | ф   | Собиратель душ                        | Longlegs                                 | Кэрри Энн Камера   |
| 2024 | ф   | Смерч 2                               | Twisters                                 | Эдди               |
| 2024 | ф   | Шоугёрл                               | The Last Showgirl                        | Джоди              |
| 2024 | ф   | Миссия: Красный                       | Red One                                  | Грила              |
| 2024 | ф   | Возлюбленные                          | Sweethearts                              | Джейми             |
|      | ф   |                                       | Stone Cold Fox                           | Фокс               |

### Телевидение
| Год       |    | Русское название                   | Оригинальное название                 | Роль                   |
| --------- | -- | ---------------------------------- | ------------------------------------- | ---------------------- |
| 2006      | тф | Самый злой человек в пригороде     | The Angriest Man in Suburbia          | Лола                   |
| 2006      | с  | Детектив Монк                      | Monk                                  | маленькая девочка      |
| 2007      | с  | Кори в доме                        | Cory in the House                     | одноклассница Софи     |
| 2007      | с  | Безумное телевидение               | Mad TV                                | расстроенный ребёнок   |
| 2007      | с  | Герои                              | Heroes                                | девочка в огне         |
| 2007—2009 | с  | Джимми Киммел в прямом эфире       | Jimmy Kimmel Live                     | разные роли            |
| 2007—2015 | с  | Безумцы                            | Mad Men                               | Салли Дрейпер          |
| 2011      | тф | Поцелуйчики                        | Smooch                                | Зои Коул               |
| 2012      | с  | Не верь с*** из квартиры 23        | Don’t Trust the B---- in Apartment 23 | камео                  |
| 2012—2014 | мс | Легенда о Корре                    | The Legend of Korra                   | Джинора                |
| 2013—2018 | мс | София Прекрасная                   | Sofia the First                       | Уна                    |
| 2014      | тф | Цветы на чердаке                   | Flowers in the Attic                  | Кэти Доллагэнгер       |
| 2015      | с  | Несгибаемая Кимми Шмидт            | Unbreakable Kimmy Schmidt             | Куми                   |
| 2017      | с  | Вражда: Бетт и Джоан               | Feud: Bette and Joan                  | Би Ди Меррилл / Хаймен |
| 2017      | мс | Американский папаша!               | American Dad!                         | студентка              |
| 2017      | мс | Гриффины                           | Family Guy                            | поющая болельщица      |
| 2017      | мс | Нео Йокио                          | Neo Yokio                             | фанатка Хелен          |
| 2018—2020 | с  | Леденящие душу приключения Сабрины | The Chilling Adventures of Sabrina    | Сабрина Спеллман       |
| 2021—2022 | с  | Ривердейл                          | Riverdale                             | Сабрина Спеллман       |
| 2022      | с  | Среди акул                         | Swimming with Sharks                  | Лу                     |
| 2023      | с  | Сантехники Белого дома             | White House Plumbers                  | Кеван Хант             |
| 2023      | с  | Другие двое                        | The Other Two                         | играет себя            |

## Награды и номинации
Список приведён в соответствии с данными сайта IMDb.com.
| Год  | Награда                              | Категория                                            | Работа                                | Результат |
| ---- | ------------------------------------ | ---------------------------------------------------- | ------------------------------------- | --------- |
| 2007 | Спутник                              | Лучший актёрский состав в телесериале                | Безумцы                               | Победа    |
| 2009 | Премия Гильдии киноактёров США       | Лучший актёрский состав в драматическом сериале      | Безумцы                               | Победа    |
| 2009 | Young Artist Awards                  | Лучшая молодая актриса в телесериале                 | Безумцы                               | Номинация |
| 2010 | Премия гильдии киноактёров США       | Лучший актёрский состав в драматическом сериале      | Безумцы                               | Победа    |
| 2010 | Young Artist Awards                  | Лучшая молодая актриса в короткометражном фильме     | Squeaky Clean                         | Номинация |
| 2010 | Young Artist Awards                  | Лучшая молодая актриса в художественном фильме       | Носители                              | Номинация |
| 2011 | Премия гильдии киноактёров США       | Лучший актёрский состав в драматическом сериале      | Безумцы                               | Номинация |
| 2011 | Young Artist Awards                  | Лучшая молодая актриса в художественном фильме       | Кошки против собак: Месть Китти Галор | Номинация |
| 2011 | Young Artist Awards                  | Лучшая молодая актриса в телесериале                 | Безумцы                               | Номинация |
| 2012 | Young Hollywood Awards               | Scene Stealer Female                                 | Безумцы                               | Победа    |
| 2012 | Young Artist Awards                  | Лучшая молодая актриса в мини-сериале или телефильме | Поцелуйчики                           | Номинация |
| 2013 | Премия гильдии киноактёров США       | Лучший актёрский состав в драматическом сериале      | Безумцы                               | Номинация |
| 2013 | Young Artist Awards                  | Лучшее озвучивание                                   | Легенда о Корре                       | Номинация |
| 2013 | Young Artist Awards                  | Лучшая молодая актриса в телесериале                 | Безумцы                               | Победа    |
| 2013 | Women in Film Crystal + Lucy Awards  | Lucy Award                                           | Безумцы                               | Победа    |
| 2014 | Young Hollywood Awards               | You’re So Fancy                                      | н/д                                   | Номинация |
| 2014 | Online Film & Television Association | Лучшее озвучивание                                   | Легенда о Корре                       | Номинация |
| 2014 | Online Film & Television Association | Лучшая актриса второго плана в драматическом сериале | Безумцы                               | Номинация |
| 2014 | Online Film & Television Association | Лучшая актриса в телефильме или мини-сериале         | Цветы на чердаке                      | Номинация |
| 2015 | Gold Derby Awards                    | Лучшая драматическая актриса                         | Безумцы                               | Номинация |
| 2016 | Behind the Voice Actors Awards       | Лучший вокальный ансамбль в мультфильме              | Omoide no Marnie                      | Номинация |
| 2016 | Behind the Voice Actors Awards       | Лучший женский вокальный номер в мультфильме         | Omoide no Marnie                      | Номинация |
| 2016 | Премия Гильдии киноактёров США       | Лучший актёрский состав в драматическом сериале      | Безумцы                               | Номинация |